# Marcellin Faure
Marcellin Faure est un journaliste et patron de presse français, fondateur en 1831 et 1850 de L'Étoile belge et L'Indépendance belge, les deux plus importants quotidiens belges avant 1870. Il a contribué à l'histoire de la presse en Belgique pour avoir fondé des quotidiens libres de ton, qui se sont développés grâce à leur prestige sur les places financiè̠res européennes. 

## Biographie
Licencié en droit, né en 1797 à Saint-Félix, dans la Haute-Garonne, Marcellin Faure fait ses débuts comme avocat au barreau de Toulouse. Puis il s'installe à Bruxelles en 1830, peu après l'Indépendance de la Belgique. Il est chargé de rédiger les actes officiels du Congrès dans le journal L'Union. Le 6 décembre 1831, il fonde le journal Le Mémorial belge, avec J. Lebeau, P. Devaux, Ch. Rogier et J. B. Nothomb. Il en change rapidement le nom pour en faire le journal L'Indépendant, dans lequel le gouvernement belge fit insérer aussi les publications officielles, mais qui devient peu à peu un quotidien généraliste, publiant de nombreux articles d'actualité.
Dès 1840, le Roi Léopold 1er souhaite la suppression de ce quotidien, critique à l’encontre de son gouvernement. L'Indépendant accuse, de surcroît, un déficit annuel de 40 000 francs. Son journal cesse de paraître  il trouve rapidement un repreneur. En 1843, L'Indépendance belge se substitua à L’Indépendant, grâce au bordelais Henri Édouard Perrot, qui crée une société en commandite pour son rachat.
Marcellin Faure se résigne à quitter la Belgique, à la demande du Roi des Belges, en échange d'un dédommagement financier. Mais malgré la parole donnée au souverain, il revient en Belgique pour y lancer un autre journal, L'Étoile belge, en 1850, qu'il dirigera jusqu'à la fin de sa vie. Il en fait un "quotidien au plus bas prix possible", avec un abonnement de seulement six francs par an. C'est aussi "une révolution dans la presse périodique" par son "format lilliputien en le comparant à celui des autres feuilles".
Il meurt à Bruxelles en novembre 1857.